# Ptychomnion aciculare
Ptychomnion aciculare är en bladmossart som beskrevs av Mitten 1869. Ptychomnion aciculare ingår i släktet Ptychomnion och familjen Ptychomniaceae. Inga underarter finns listade i Catalogue of Life.